# مالكوم كوبر
مالكوم كوبر (بالإنجليزية: Malcolm Cooper) هو لاعب رماية بريطاني، ولد في 20 ديسمبر 1947 في كامبرلي في المملكة المتحدة، وتوفي في 9 يونيو 2001 في غرب ساسكس في المملكة المتحدة بسبب سرطان.

## وصلات خارجية
- مالكولم كوبر على موقع الاتحاد الدولي (الإنجليزية)
- مالكولم كوبر على موقع اللجنة الأولمبية الدولية (الإنجليزية)
- مالكولم كوبر على موقع أوليمبيديا (الإنجليزية)
- مالكولم كوبر على موقع اللجنة الأولمبية البريطانية (الإنجليزية)
- مالكولم كوبر على موقع اتحاد ألعاب الكومنولث (مؤرشف) (الإنجليزية)
- مالكولم كوبر على موقع الموسوعة البريطانية (الإنجليزية)